# Eutrecha longirostris
Espèce
Eutrecha longirostris est une espèce de solifuges de la famille des Ammotrechidae.

## Distribution
Cette espèce est endémique du Venezuela. Elle se rencontre dans les États de La Guaira et de Lara,.

## Description
Le mâle holotype mesure 13,63 mm.

## Publication originale
- Maury, 1982 : Solifugos de Colombia y Venezuela (Solifugae, Ammotrechidae). Journal of Arachnology, vol. 10, no 2, p. 123-143 (texte intégral).